# Svjetionik Otočić Tri Sestrice – Rivanj
Svjetionik Otočić Tri Sestrice – Rivanj je svjetionik na otočiću Mala Sestrica, najmanjem od tri otočića arhipelaga Tri Sestrice u Srednjem kanalu.